# ويليام إل. شيلتون
ويليام إل. شيلتون (بالإنجليزية: William L. Shelton)‏ هو ضابط أمريكي، ولد في 25 فبراير 1954 في تلسا في الولايات المتحدة.